# Metasomatismo

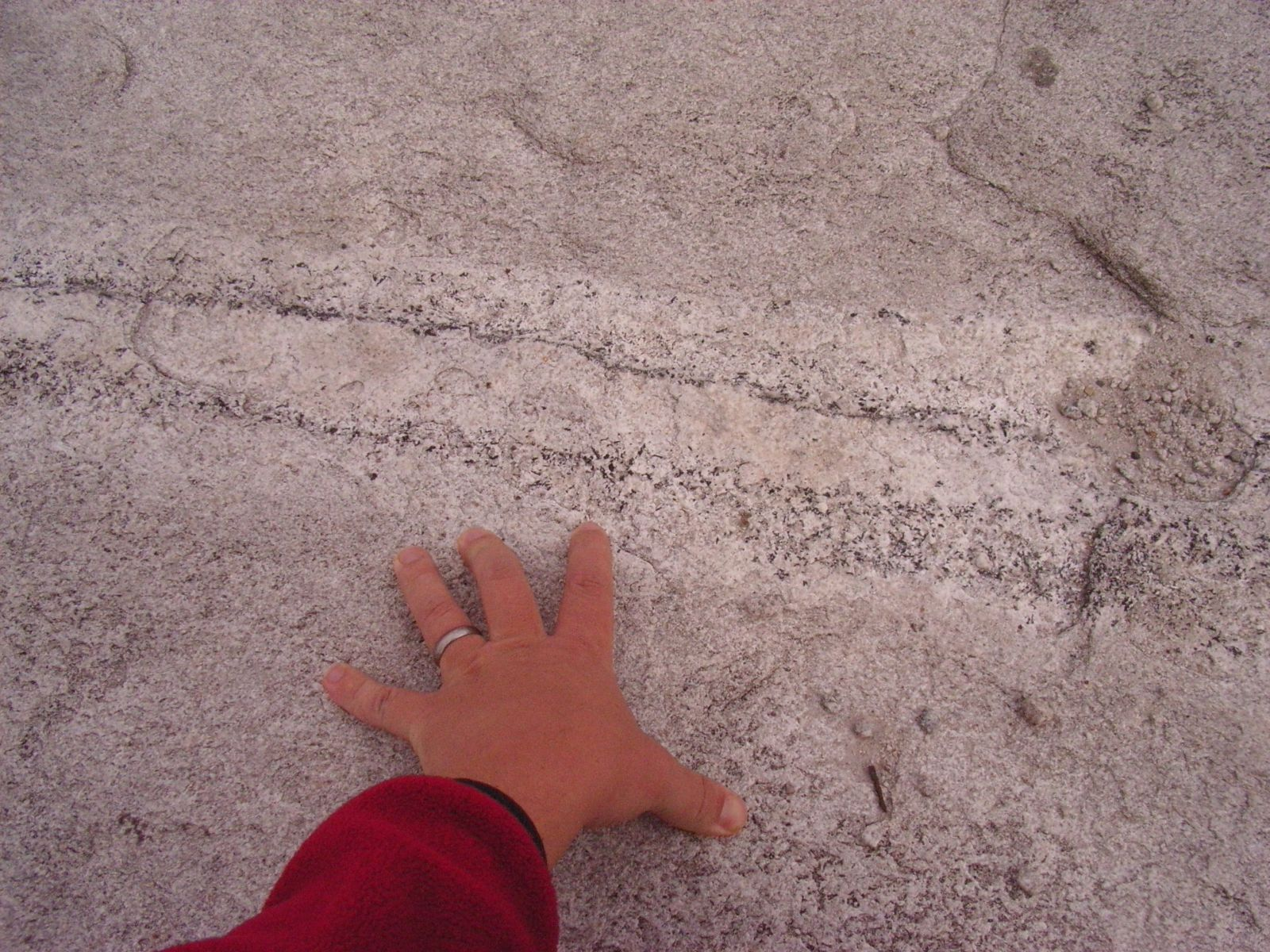
Albita, hornblenda y turmalina de origen metasomático en un granito metamorfizado de Stone Mountain, Atlanta

El metasomatismo o metasomatosis es un proceso geológico que corresponde la sustracción o adición de componentes químicos a una roca mediante fluidos acuosos con el requisito de que la roca debe mantenerse en el estado sólido. Se considera un tipo de metamorfismo. Los dos tipos principales de metasomatismo son el infiltracional y el difusional. El primero ocurre cuando el fluido se encuentra en movimiento penetrando la roca y el segundo cuando el fluido esta estancado.
Paralelamente se pueden distinguir tipos de metasomatismo por su situación geológica:
1. Autometasomatismo: ocurre en rocas ígneas a comienzo de la etapa postmagmatica tras su solidificación.
2. Metasomatismo de borde: ocurre en zonas de contacto entre dos rocas sólidas
3. Metasomatismo de contacto: ocurre en una roca sólida que está en contacto con un cuerpo ígneo y puede ocurrir en varios de los estados de evolución (enfriamiento y solidificación) de un cuerpo ígneo 
  1. Bimetasomatismo: es un subtipo de metasomatismo de contacto en donde hay procesos de difusión y metasomatismo a ambos lados del contacto entre ambas rocas.
4. Metasomatismo próximo a vetas: consiste de metasomatismo difusional simétrico a ambos lados de una veta o relleno de veta.

## Proceso de reemplazamiento
El metasomatismo es un proceso que se caracteriza principalmente por el reemplazo y la importancia que toman los fluidos. Este proceso se lleva a cabo siempre en estado sólido (la roca metasomatizada nunca llega a fundir) cuando un fluido muy penetrante llega hasta una roca. En ese momento se produce una disolución de la mineralogía de la roca a la vez que precipita en las oquedades creadas, nuevos minerales, por lo que se trata de un proceso simultáneo en el que el volumen mineralógico no varia y permanece constante. Además en muchos de los casos se preservan las estructuras y texturas de la anterior litología como estratificación, pliegues o laminaciones.
La tasa de avance del metasomatismo en las rocas varía dependiendo de la superficie de reacción y la permeabilidad de dicha litología:
- Rocas con una superficie de reacción grande y poca permeabilidad. El frente del metasomatismo es masivo
- Rocas con una superficie de reacción pequeña y mucha permeabilidad. El frente metasomático se concentra en diversos núcleos de reacción
- En rocas con características intermedias. El frente de metasomatismo es una mezcla entre masivo y núcleos de reacción.